# An Even Break
An Even Break er en amerikansk stumfilm fra 1917 af Lambert Hillyer.

## Medvirkende
- Olive Thomas som Claire Curtis.
- Charles Gunn som Jimmie Strang.
- Margaret Thompson som Mary.
- Darrell Foss som Ralph Harding.
- Charles K. French som David Harding.